# Kagerō (singolo)
Kagerō (蜉蝣-かげろう-?) è il ventiquattresimo singolo del gruppo musicale giapponese Buck-Tick, pubblicato il 2 agosto 2006 dall'etichetta discograica BMG.

## Descrizione
la title track è la seconda ED ("ending theme", sigla finale) dell'anime xxxHOLiC; si tratta del primo lavoro del gruppo per un cartone animato, e sarà seguito nel 2010 da Kuchizuke, singolo usato come sigla iniziale per Shi ki.
Il singolo è stato stampato in tre versioni, tutte in confezione jewel case: normal edition, special edition con DVD extra ed un'edizione promozionale per xxxHOLiC con copertina diversa.

## Tracce
Dopo il titolo è indicata fra parentesi "()" la grafia originale del titolo.
1. Kagerō (蜉蝣 -かげろう-?) - 4:26 (Atsushi Sakurai - Hisashi Imai[2])
2. Utsusemi (空蝉 -ウツセミ-?) - 3:52 (Atsushi Sakurai - Hidehiko Hoshino[3])

### DVD
1. Kagerō; videoclip

## Altre presenze
- Kagerō:
  - 07/03/2012 - CATALOGUE ARIOLA 00-10

## Formazione
- Atsushi Sakurai - voce
- Hisashi Imai - chitarra e cori
- Hidehiko Hoshino - chitarra e tastiera
- Yutaka Higuchi - basso
- Toll Yagami - batteria